# Хамидија (Обилић)
Хамидија или Мали Бивољак (алб. Hamidi) је насеље у општини Обилић, Косово и Метохија, Република Србија.

## Становништво
| Демографија | Демографија | Демографија |
| Година      | Становника  | Становника  |
| ----------- | ----------- | ----------- |
| 1991.       | 0           |             |